# Watermanovo zobrazení

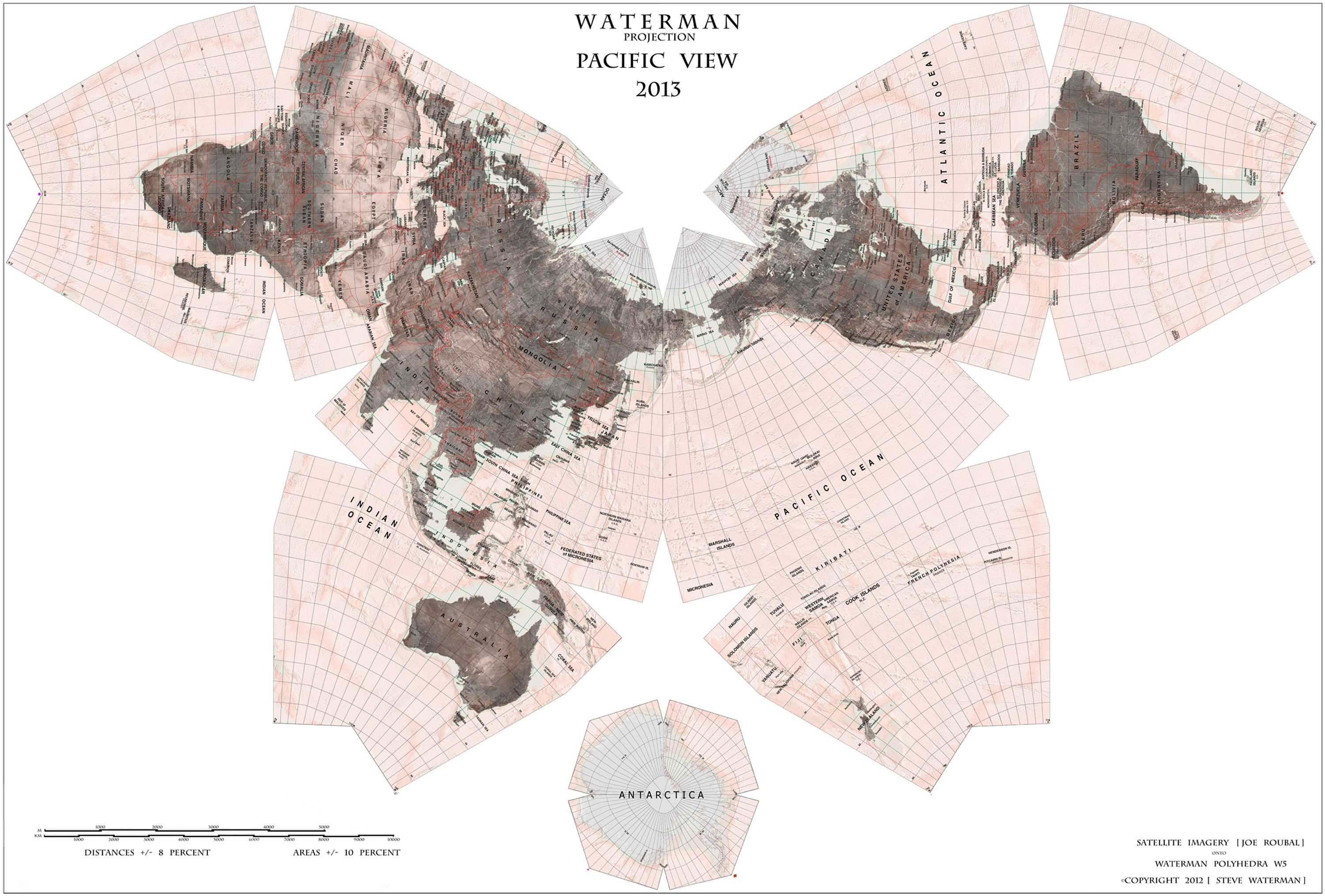

Watermanova „motýlková“ mapa je mapa vytvořená v jeho vlastním zobrazení, která byla prvně publikována v roce 1996. Watermanovo zobrazení je ve formě komolého osmistěnu a odvolává se na původní princip vytvořený kartografem Bernardem Cahillem.
Steve Waterman je matematik a kartograf americko-kanadské příslušnosti. Jeho zkušenosti vyplývají z téměř 20letého nezávislého výzkumu o prokládání geometrických koulí o stejné velikosti. Dva roky zjišťoval, že v takzvaném cubic close packing arrangement (ccp), volně přeloženém jako nejtěsnějším kubickém uspořádání, jsou všechny vzdálenosti mezi středy koulí ve formě druhé odmocniny celého čísla. Jednoduchý algoritmus tak vytvořil hromadné body, které byly webovskou miniaplikací převedeny do konvexního obalu.
S. Waterman se inspiroval konceptem kartografa a architekta Bernarda Cahilla, který využití mnohostěnů pro kartografické projekce navrhl již v roce 1909. Koncept si nechal patentovat v roce 1913.
K vytvoření samotného zobrazení použil S. Waterman jeden z mnohostěnů, které sám definoval, a to pravidelný osmistěn, jehož vrcholy jsou seříznuty na čtvrtině jeho okrajů. Využitím gnómonické projekce mapa není ani úhlojevná, ani plochojevná. Vzhledem k tomu, že výsledná mapa je sítí mnohostěnů, nedochází tak k přerušování mezi zeměmi.

## Matematika mnohostěnů
Mnohostěnná zobrazení jsou zajímavým kompromisním řešením kartografických úhlových a plošných zkreslení a přesné reprezentace zakřivených prvků na plochách.
K minimalizaci kartografického zkreslení při transformaci sférického povrchu na plochu se nabízí několik přístupů:
- Projekce koule na zakřivený povrch ve formě válce nebo kužele a následná přeměna povrchu do roviny.
- Částečné naříznutí koule a následná oddělená samostatná projekce každé části na přerušovanou mapku.

Watermanovo zobrazení využívá takzvané cubic close packing, což je těsné uspořádání identických koulí s maximální hustotou (zlomek objemu zaplněný koulemi). S. Waterman se zaměřil na konvexní obaly množin center koulí v těsném uspořádání. Množina je omezena danou koulí centrovanou v počátku souřadnic s poloměrem N√2. N je kořenem. Když navyšujeme N, nové body se přidávají do předchozí množiny a stávají se vrcholky nového konvexního obalu; bod však může být vrcholkem dvou, nebo vice následujících konvexních obalů. S navyšováním N se Watermanův mnohostěn stává vice a vice sférickým.

## Výhody a nevýhody[9]

### Výhody
- Watermanova projekce zobrazuje srozumitelně rovník, společně s tvary kontinentů, délkami (odchylka do 10 %), plochy (odchylka do 10 %), úhlová zkreslení (do 20 stupňů) a relativní pozice.
- Oproti většině zobrazení obsahuje zeměpisnou síť po 5°.

### Nevýhody
- Antarktidu je v tomto zobrazení nutno vyjádřit ve formě vedlejší mapky.
- Interval zeměpisné délky se směrem k okraji oktantu (jedné z osmi částí obrazce) na severním pólu zmenšuje, což způsobuje zkreslení ve formě protažení Grónska a Ellesmerova ostrova.

## Porovnání s Cahill-Keyes zobrazením[9]
Gene Keyes je kartograf a vysloužilý odborný asistent oboru světové politiky. Rozhodl se vytvořit svou vlastní mapu dle konceptu Bernarda Cahilla - kartografa a architekta, který si v roce 1913 nechal patentovat mapu vytvořenou v oktahedrálním (osmistěnném) zobrazení. Gene Keyes navázal na Cahillovu myšlenku tak, že mapu vytvořil do tvaru písmene M, nikoliv do tvaru motýla, jak udělal Bernard Cahill.

Gene Keyes se v porovnání jeho zobrazení s B. Cahillem a S. Watermanem zaměřil na několik konkrétních situací:

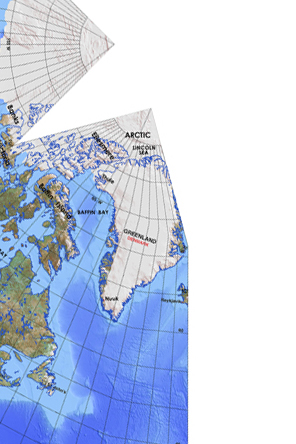
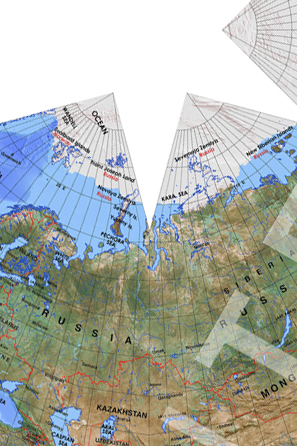
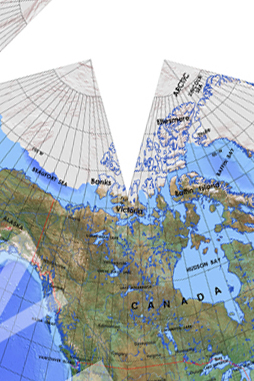

Geneovo zobrazení využívá polární incize 17° - incize je výřez mezi jednotlivými stěnami obrazce, na který se mapa promítá. To znamená, že určité tvary na mapě v Geneově zobrazení nepodléhají zkreslení jako například u zobrazení od S. Watermana nebo B. Cahilla, kteří využívali polární incizi 18° a 22,5°. Výsledkem je například naříznutí poloostrova Jamal v Rusku, nebo naříznutí Viktoriina ostrova v Kanadě.
Špatně zakreslený interval zeměpisné délky způsobuje deformaci Ellesmerova ostrova (který se ve své severovýchodní části prodlužuje směrem na východ) a Grónska.